# Sciara contermina
Sciara contermina är en tvåvingeart som beskrevs av Frederick Askew Skuse 1890. Sciara contermina ingår i släktet Sciara och familjen sorgmyggor. Inga underarter finns listade i Catalogue of Life.